# Realismo perspectivo
El realismo perspectivo o realismo perspectivista se describe como un grupo de puntos de vista en la filosofía de la ciencia comprometidos tanto con la existencia de cosas independientes de la mente como con la ubicación histórica y cultural del conocimiento científico. Hay una propiedad intrínseca definitoria que tienen las cosas que están en la conciencia perceptiva.  Según Michela Massimi Hay algún tipo de “vista desde ningún punto de referencia” a partir de la cual la ciencia puede ofrecer dicha descripción aproximadamente verdadera.
El realismo perspectivo reacciona contra el realismo objetivo y el constructivismo social. Los realistas perspectivos están en desacuerdo con la tendencia de los realistas objetivos a formular imágenes completas y objetivamente verdaderas del mundo. Por ejemplo, para el realista objetivista, afirmaciones científicas como “el VIH es un virus que daña el sistema inmunológico”, “las ballenas son mamíferos” o “el electrón tiene la mitad de espín” son afirmaciones objetivamente verdaderas sobre el mundo independiente de la mente. Desde el punto de vista del realista perspectivo, tales afirmaciones, aunque se refieran a entidades independientes de la mente como el VIH, las ballenas y los electrones, no pueden ser objetivamente verdaderas, sino sólo perspectivamente verdaderas.
Considere ver el objeto A pero no el objeto B. Podemos decir que para usted la experiencia visual de A está presente pero no tiene ninguna experiencia visual de B. Pero se puede argumentar que esto pasa por alto el hecho de que la experiencia visual de A está simplemente presente, no relativa a nada, dando como resultado una versión débil del solipsismo metafísico.
El mismo tipo de argumento se utiliza a menudo en la filosofía del tiempo para apoyar teorías como el presentismo. Podemos decir que un evento A está sucediendo en la fecha y hora de hoy pero se puede argumentar que esto pasa por alto el hecho de que A simplemente está sucediendo en este momento, no en relación con nada.
La teoría de Caspar Hare del realismo perspectivo está estrechamente relacionada con su teoría del presentismo egocéntrico. Varios otros filósofos han escrito reseñas del trabajo de Hare sobre este tema.